# پونیزیوکا
پونیزیوکا (به لاتین: Ponyzivka) یک منطقهٔ مسکونی در اوکراین است که در Yalta Urban Okrug واقع شده‌است. پونیزیوکا ۱٫۲۲۳۹ کیلومتر مربع مساحت و ۲۱۳ نفر جمعیت دارد و ۸۹ متر بالاتر از سطح دریا واقع شده‌است.